# Domodedovo (stad)
Domodedovo (Russisch: Домоде́дово) is een Russische stad in de oblast Moskou die 37 kilometer ten zuiden ligt van Moskou. Volgens de Russische volkstelling uit 2002 wonen er 54.088 mensen in de stad.
Domodedovo is in 1900 gesticht als een nederzetting naast een spoorwegstation met dezelfde naam. De naam van de stad is afgeleid van een dorp dat dicht bij Domodedovo ligt, waarvan bekend is dat het al bestond sinds 1410. De stad kreeg de stadstatus in 1947. Moskous grootste luchthaven, het gelijknamige Domodedovo, ligt een paar kilometer bij de stad vandaan.
Aprelevka · Balasjicha · Bronnitsy · Chimki · Chotkovo · Dedovsk · Dmitrov · Doebna · Dolgoproedny · Domodedovo · Drezna · Dzerzjinski · Elektrogorsk · Elektro-oegli · Elektrostal · Frjazino · Golitsyno · Istra · Ivantejevka · Jachroma · Jegorjevsk · Joebilejny · Kasjira · Klimovsk · Klin · Koebinka · Koerovskoje · Kolomna · Koroljov · Kotelniki · Krasnoarmejsk · Krasnogorsk · Krasnozavodsk · Krasnoznamensk · Likino-Doeljovo · Ljoebertsy · Lobnja · Loechovitsy · Losino-Petrovski · Lytkarino · Moskovski · Mytisjtsji · Naro-Fominsk · Noginsk · Odintsovo · Orechovo-Zoejevo · Ozjerelje · Ozjory · Pavlovski Posad · Peresvet · Podolsk · Poesjkino · Poesjtsjino · Protvino · Ramenskoje · Reoetov · Roeza · Rosjal · Sergiev Posad · Serpoechov · Sjatoera · Sjtsjerbinka · Sjtsjolkovo · Solnetsjnogorsk · Staraje Koepavna · Stoepino · Taldom · Troitsk · Tsjechov · Tsjernogolovka · Vereja · Vidnoje · Volokolamsk · Voskresensk · Vysokovsk · Zarajsk · Zjeleznodorozjny · Zjoekovski · Zvenigorod